# George Dunlop Leslie

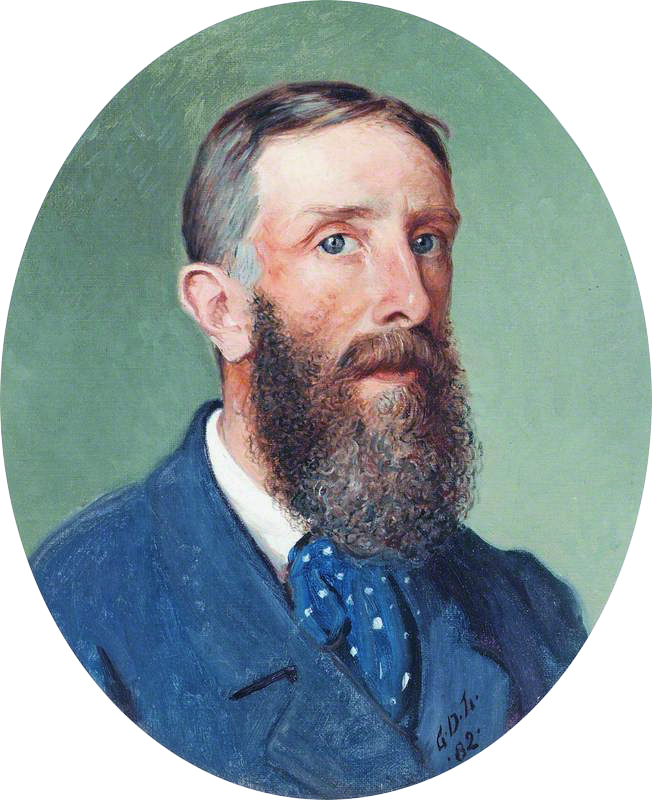
George Dunlop Leslie, självporträtt.

George Dunlop Leslie, född den 2 juli 1835 i London, död den 21 februari 1921, var en brittisk målare, son till Charles Robert Leslie, far till Peter Leslie. 
Leslie var elev till fadern och av akademien. Bland hans arbeten kan nämnas Hoppet (1857), Fastedag i klostret (1861), Nausikaa och hennes kamrater (1871, konsthallen i Hamburg) och Home, sweet home (1878). Leslie var även författare: Our river (1891), Letters to Marco (1894), The inner life of the Royal Academy (1914) med flera verk.